# Karleby-Jakobstad flygplats
Karleby-Jakobstad flygplats (finska: Kokkola-Pietarsaaren lentoasema) (IATA: KOK, ICAO: EFKK) är en finländsk flygplats belägen i Kronoby, cirka 13 kilometer söder om Karleby centrum och 22 km nordost om Jakobstads centrum. Flygplatsen öppnades för trafik 1960 då flygbolaget Aero började flyga reguljär trafik till Helsingfors. Fram till den 1 mars 2010 var flygplatsens namn Kronoby flygplats.
Den enda reguljära inrikestrafiken till flygplatsen flygs av Nordic Regional (NoRRA) till Helsingfors-Vanda flygplats, genom en code share med Finnair. Flygplatsen även av charterflyg med destinationer till södra Europa och av businessflyg. Amapola flyg har tidigare flugit reguljär trafik mellan EFKK och Stockholm via Örnsköldsvik, men den trafiken är pausad tills vidare från och med januari 2023. Gamlakarleby flygklubb har flygplatsen som sin bas och har sina fyra egna flygplan stationerade där. 
Under 2016 reste cirka 88 000 passagerare via flygplatsen. Under pandemin 2020-2021 stannade trafiken nästan helt av men började återhämta sig under år 2022 med drygt 17000 passagerare.
Kronoby flygplats valdes år 1998 till årets flygplats i Finland. 

## Flygbolag och destinationer
| Flygbolag | Destinationer     |
| --------- | ----------------- |
| Finnair   | Helsingfors-Vanda |

## Statistik
Årlig passagerarstatistik för Karleby-Jakobstad flygplats 
| År   | Inrikespassagerare | Utrikespassagerare | Totalt antal | Förändring |
| ---- | ------------------ | ------------------ | ------------ | ---------- |
| 1997 | 106 951            | 6 910              | 113 861      | +14,1 %    |
| 1998 | 123 107            | 5 800              | 128 907      | +13,2 %    |
| 1999 | 112 405            | 5 380              | 117 785      | −8,6 %     |
| 2000 | 121 509            | 6 579              | 128 088      | +8,7 %     |
| 2001 | 114 936            | 16 959             | 131 895      | +3,0 %     |
| 2002 | 102 249            | 7 351              | 109 600      | −16,9 %    |
| 2003 | 95 714             | 4 773              | 100 487      | −8,3 %     |
| 2004 | 92 632             | 6 557              | 99 189       | −1,3 %     |
| 2005 | 84 548             | 13 967             | 98 515       | −0,7 %     |
| 2006 | 85 798             | 12 378             | 98 176       | −0,3 %     |
| 2007 | 84 615             | 11 629             | 96 244       | −2,0 %     |
| 2008 | 88 008             | 10 315             | 98 323       | +2,2 %     |
| 2009 | 81 634             | 10 563             | 92 197       | −6,2 %     |
| 2010 | 76 979             | 3 202              | 80 181       | −13,0 %    |
| 2011 | 87 384             | 7 300              | 94 684       | +18,1 %    |
| 2012 | 60 476             | 26 600             | 87 076       | −8,0 %     |
| 2013 | 51 790             | 17 201             | 68 991       | −20,8 %    |
| 2014 | 48 478             | 20 191             | 68 669       | −0,5 %     |
| 2015 | 69 534             | 18 505             | 88 039       | +28,2 %    |
| 2016 | 69 433             | 19 333             | 88 766       | +0,8 %     |
| 2017 | 60 681             | 19 138             | 79 819       | −10,1 %    |
| 2018 | 57 286             | 11 350             | 68 636       | −14,0 %    |
| 2019 | 51 316             | 4 797              | 56 113       | −18,2 %    |
| 2020 | 9 054              | 114                | 9 168        | -83,7 %    |
| 2021 | 6 076              | 281                | 6 357        | -30,7 %    |
| 2022 | 9 754              | 7 444              | 17 198       | +170,5 %   |